# Pont de can Prat
El Pont medieval és una obra de Sant Miquel de Campmajor (Pla de l'Estany) inclosa a l'Inventari del Patrimoni Arquitectònic de Catalunya.

## Descripció

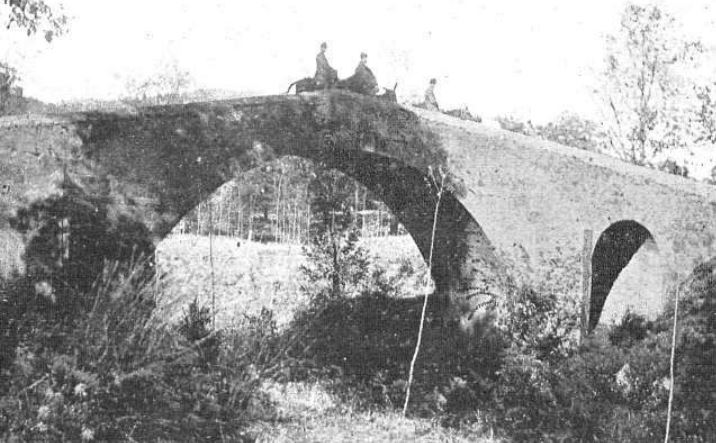
Any 1909

Pont medieval que travessa la riera de St. Miquel, estructurat amb tres arcs de mig punt, construïts amb carreus ben tallats. L'arc central és més gran que els dos laterals, i això fa que el punt central sigui el més alt de la construcció. Les baranes actuals no son originàries, sinó que s'han reconstruït amb maçoneria. Les pilastres presenten estreps triangulars de reforç a la base.